# 科約拉特河
科約拉特河（西班牙語：Río Coyolate）是危地馬拉的河流，位於該國西南部，發源自恰帕斯州馬德雷山脈，河道全長155公里，流域面積1,648平方公里，最終注入太平洋。